# Wimmen's Comix
Wimmen's Comix, in seguito intitolata Wimmin's Comix, è stata una rivista antologica di fumetti underground pubblicata dal 1972 al 1992. Sebbene coprisse una vasta gamma di generi e argomenti, si concentrava più di altre riviste dell'epoca su tematiche femministe, su omosessualità, sesso e politica in generale, e su fumetti autobiografici. Il primo numero presentava il primo fumetto in assoluto con una lesbica dichiarata, "Sandy Comes Out" di Trina Robbins. La rivista ha rappresentato un trampolino di lancio per le carriere di molte fumettiste e ha ispirato altre testate di editori minori o autopubblicate come Dyke Shorts e Dynamite Damsels.

## Storia editoriale

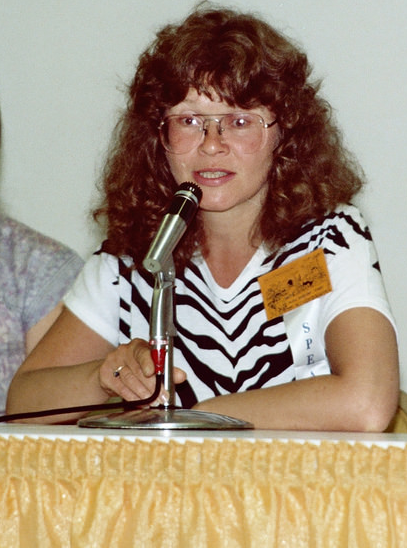
Trina Robbins (in una foto del 1982), ispiratrice del progetto con il one-shot It Ain't Me, Babe e tra le autrici dell'albo d'esordio della serie.

Wimmen's Comix debuttò pochi anni dopo la pubblicazione del one-shot del 1970 (pubblicato anch'esso da Last Gasp) It Ain't Me, Babe, il primo fumetto americano interamente prodotto da donne, sotto l'egida di Trina Robbins, la più prolifica e influente tra le fumettiste della scena underground. (It Ain't Me Babe era un giornale femminista di Berkeley, in California.) Molte delle artiste di It Ain't Me Babe avrebbero poi contribuito a Wimmen's Comix.
In origine, il gruppo dietro Wimmen's Comix non era un collettivo ufficiale, ma piuttosto un gruppo di alcune artiste che si erano unite con l'interesse comune di realizzare almeno un fumetto per il quale le donne potessero essere pagate, in una cultura dei comix dominata dagli uomini. Il primo numero fu curato dalla musicista e artista Patricia Moodian. I numeri successivi (17 in totale nel corso di 20 anni) sono stati pubblicati da un editore diverso, o da editori diversi che ne condividevano il lavoro.
Wimmen's Comix #1 presentava "Sandy Comes Out" di Trina Robbins, il primo fumetto in assoluto avente come protagonista una lesbica dichiarata.
Nel 1975, le collaboratrici regolari Aline Kominsky-Crumb e Diane Noomin se ne andarono per creare la propria testata, Twisted Sisters. (La Kominsky-Crumb avrebbe in seguito affermato che gran parte della sua rottura con il gruppo di Wimmen's Comix era dovuta a questioni femministe.) Molte contributrici di Wimmen's Comix, tra cui Aline Kominsky-Crumb, Penny Van Horn, Carol Tyler, MK Brown, Diane Noomin, Phoebe Gloeckner, Carol Lay, Caryn Leschen, Leslie Sternbergh, Dori Seda, Mary Fleener e Krystine Kryttre, sarebbero apparse in seguito in Twisted Sisters: A Collection of Bad Girl Art (Viking Penguin) e Twisted Sisters: Drawing the Line (Kitchen Sink Press), entrambi editi dalla Noomin.
Last Gasp pubblicò i numeri #1-10, poi il titolo passò a Renegade Press per i numeri #11-13. Rip Off Press pubblicò gli ultimi tre numeri, dal 14 al 16.
Nel 1992, per il numero 17, il titolo del fumetto fu cambiato in Wimmin's Comix a seguito di una discussione sulla politica di genere delle parole contenenti "man" o "men". Questo e altri conflitti politici, insieme alle difficoltà finanziarie e alla crescente disponibilità di altri canali per le vignettiste indipendenti, portarono alla fine della serie dopo quell'albo.
Tutti i numeri di Wimmen's Comix sono stati ristampati in The Complete Wimmen's Comix, una raccolta in due volumi pubblicata nel febbraio 2016.

## Riconoscimenti
Nel 2017 The Complete Wimmen's Comix ha ricevuto un premio Eisner come "Miglior raccolta".

## Contributrici

### Fumettiste del primo numero
- Patricia Moodian
- Michele Brand
- Lora Fountain
- Aline Kominsky
- Lee Marrs
- Diane Noomin
- Sharon Rudahl
- Trina Robbins
- Shelby Sampson
- Janet Wolfe Stanley

### Altre fumettiste
- Lee Binswanger
- Barb Brown
- M.K. Brown
- Dot Bucher
- Leslie Ewing
- Joyce Farmer
- Mary Fleener
- Melinda Gebbie
- Phoebe Gloeckner
- Roberta Gregory
- Krystine Kryttre
- Carol Lay
- Caryn Leschen
- Kathryn LeMieux
- Chris Powers
- Terry Richards
- Kay Rudin
- Nina Salina
- Leslie Sternbergh
- Carol Tyler
- Dori Seda
- Penny Van Horn
- Margery Petchesky